# Neolissochilus hexastichus
 Neolissochilus hexastichus és una espècie de peix cipriniforme de la família dels ciprínids que es troba al riu Salween i als rius de l'Índia.